# Philipp Heinrich Hasenmeyer
Philipp Heinrich Hasenmeyer (* 5. Januar 1700 in Gaildorf; † 20. Juli 1783 in Schwäbisch Hall) war einer der ersten Orgelbauer Hohenlohes.

## Leben
Philipp Heinrich Hasenmeyer war ein Sohn des Lazarettpflegers und limpurgischen Hofschreiners Johann Ludwig Hasenmeyer und ein Enkel Hans Georg Hasenmeyers, der dieselben Berufe gehabt hatte. Seine Mutter Anna Barbara Hasenmeyer, geborene Jäger, stammte aus einer Schneidersfamilie in Gaildorf, väterlicherseits lassen sich seine Vorfahren bis ins 16. Jahrhundert zurückverfolgen. Sie lebten in Münster und Unterrot. 
Philipp Heinrich Hasenmeyer absolvierte eine Schreinerlehre bei seinem Vater und ging dann auf Wanderschaft. Wahrscheinlich lernte er den Orgelbau bei Johann Christoph Wiegleb, der die Gaildorfer Orgel baute, denn Hasenmeyers Orgelprospekte weisen eine große Ähnlichkeit mit denen Wieglebs auf. Schon 1725 ließ er sich als Hoforgelmacher mit seiner Frau Eva Dorothea, geb. Sehm, einer Tochter des hochgräflich-hohenlohischen Gärtners Johann Joseph Sehm aus Schrozberg, in Kirchberg an der Jagst nieder. Aus der Ehe, die am 9. Juni 1722 in Gaildorf geschlossen worden war, gingen acht Söhne und vier Töchter hervor. Ein Sohn und zwei Töchter überlebten ihren Vater. 
Für die Kirchberger Stadtkirche baute Hasenmeyer seine erste und größte Orgel. Sie besaß drei Manuale und ein Pedal bei 25 Registern und fiel 1929 einem Brand zum Opfer.
1736 baute Hasenmeyer eine Orgel für Braunsbach, die noch im Gehäuse erhalten ist, und ein Jahr später die Ingelfinger Orgel. 1740 folgte eine Orgel für die evangelische Kirche in Obersontheim. Auch dieses Instrument wurde durch einen Brand beschädigt, konnte aber samt seinem Barockprospekt gerettet und restauriert werden. Es steht mittlerweile unter Denkmalschutz.
1742 erwarb Hasenmayer das Bürgerrecht und ein Haus in der Langen Straße 44 in Schwäbisch Hall, wo er 1746 die Kirche St. Katharina mit einer neuen Orgel versah. 1747 baute er eine Orgel für Bretten, 1756 eine in Frauenzimmern, 1757 in Maichingen, 1768 in Horrheim und 1768 in Roßwag. Möglicherweise stammen auch die Orgeln in Ettenhausen und Michelfeld von Philipp Heinrich Hasenmeyer. Reparaturarbeiten leistete er an den Orgeln in Simmozheim, Markgröningen, Unterheinriet, Brettach, Langenbeutingen und Löchgau.
1769 wurde er Witwer und 1771 ordnete der Kirchenrat im Herzogtum Württemberg an, dass künftige Reparaturen nicht mehr von Hasenmeyer, der als Bürger einer freien Reichsstadt als Ausländer galt, erledigt werden durften. Überdies wurde ihm schlechte Arbeit vorgeworfen. Nachdem er sein Haus an seinen Sohn Johann Heinrich Hasenmeyer, einen Schneider, verkauft hatte, führte er noch über 20 Jahre ein einsames Leben.